# Wieża św. Cecylii
Wieża św. Cecylii (malt. Torri ta' Santa Ċeċilja, Torri ta' Santa Ċilja, ang. Santa Cecilia Tower) – wieża w Għajnsielem na Gozo, Malta. Została zbudowana w roku 1613 przez członka Zakonu św. Jana, i mogła przekazywać wiadomości na całą wyspę. Dziś wieża jest w rękach prywatnych i służy jako rezydencja mieszkalna.

## Historia
Wieża św. Cecylii została zbudowana w roku 1613 przez Fra Bernardo Macedonię, dowódcę artylerii Zakonu św. Jana. Została nazwana od pobliskiej kaplicy św. Cecylii, która jest najstarszą zachowaną kaplicą na Gozo. Kaplica ostatecznie stała się pomocniczym budynkiem dla wieży.

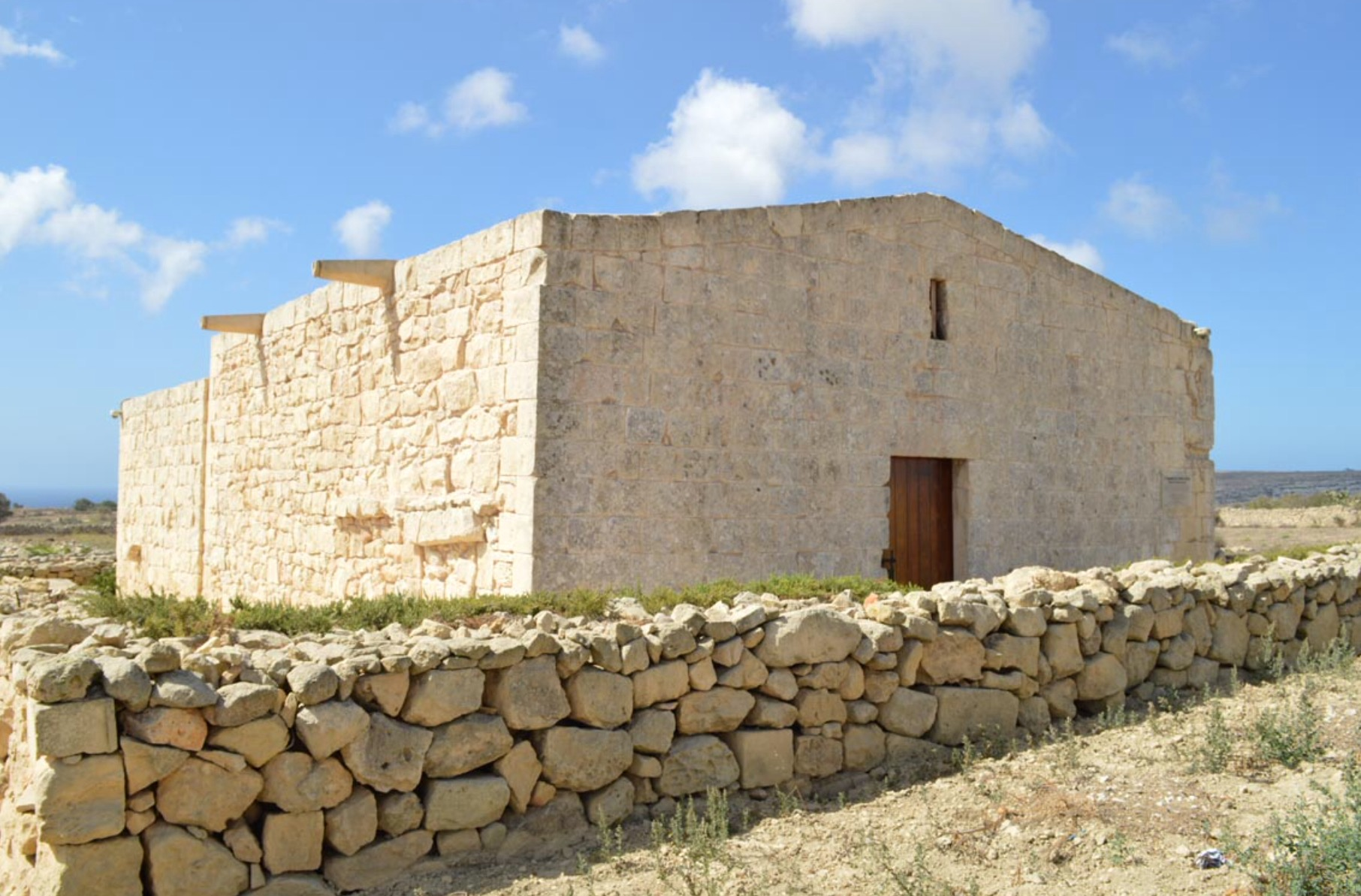
Kaplica św. Cecylii, która znajduje się w pobliżu wieży

Wieża była zdolna porozumiewać się z bateriami w Ramla Bay, jak też z wieżą Mġarr ix-Xini, więc mogła przekazywać wiadomości z jednej strony wyspy na przeciwną. Mogła też służyć za schronienie dla lokalnych mieszkańców, na wypadek rajdu piratów.
Dziś wieża jest prywatną rezydencją. Została wpisana na Antiquities List of 1925. Wieża jest uznana za zabytek narodowy klasy 1, wpisana jest też na listę National Inventory of the Cultural Property of the Maltese Islands.

## Wygląd wieży
Wieża św. Cecylii jest małą wieżą, zbudowaną z wapienia maltańskiego na planie prostokąta. Jej wygląd jest raczej surowy, choć posiada elementy wykończeniowe oraz inne proste dekoracje.